# Premio Searus de Poesía
El Premio Searus es un premio literario internacional de poesía concedido anualmente en España a un poemario inédito en lengua castellana, otorgando también un 2º Premio y un accésit.

## Origen
Dotado con 5.000 € y creado en 1978 en la localidad sevillana de Los Palacios y Villafranca. Inicialmente era organizado por la Asociación Juvenil Cultural SEARUS. Desde 1992 las obras ganadoras y finalistas son publicadas año tras año por la Fundación El Monte. Igualmente, en las bases del concurso se implantó desde ese año, que el ganador del concurso poético fuese el mantenedor del certamen en la siguiente edición, así como, el autor del prólogo del libro que se publicase en la siguiente convocatoria. Con esta medida se pretendía que los escritores ganadores siguieran vinculados de manera activa al certamen de poesía.  
Actualmente es gestionado por la corporación municipal y está patrocinado por la Fundación Cajasol.

## Galardonados
Los galardonados, desde 1978 a 2009, son los siguientes:
- 1978 – Onofre Rojano (Sevilla, España), Verde canto por el hombre del Sur
- 1979 – Rosa Díaz Martínez (Sevilla, España), Con las manos abiertas
- 1980 – Daniel Pineda Novo (Coria del Río, Sevilla, España), Tierra y aire del sur
- 1981 – Francisco Mena Cantero (Ciudad Real, Castilla-La Mancha, España), El cerco
- 1982 – Jesús Troncoso García (Ronda, Málaga, España), Pudiendo del olvido
- 1983 – Fernando Rodríguez-Izquierdo y Gavala (Sevilla, España), Del cristal de la esperanza
- 1984 – Manuel Gahete Jurado (Fuente Obejuna, Córdoba, España), Ir y volver de ti a mí siempre
- 1985 – Juan Sebastián López Sánchez (Barcelona, España), Primavera imposible
- 1986 – Andrés Mirón Calderón (Guadalcanal, Sevilla, España), Estos son madrigales hallados en un guardapelos de cristal y ausencia
- 1987 – Manuel Fernández Calvo (Valencia de Don Juan, León, España), Retorno a la primavera
- 1988 – Carlos Murciano (Arcos de la Frontera, Cádiz, España), Como si nada
- 1989 – Cristóbal Romero López (Arcos de la Frontera, Cádiz, España), Los signos del amor
- 1990 – Emilio Durán (Sevilla, España), Afilando de nuevo sus navajas
- 1991 – Domingo F. Faílde (Linares, Jaén, España), Cierto aroma de música
- 1991 – Víctor Jiménez Guerrero - ex aequo -Sevilla, España), Náufragos
- 1992 – Ricardo J. Barceló (Tetuán, Marruecos), Nacimiento a la muerte
- 1993 – Ramón Gallar (Madrid, España), Es tiempo para flores todavía
- 1994 – Juan José Folguerá Crespo (Corrientes, Argentina), Parte de campaña del capitán Vicente Huidobro
- 1995 – Manuel Nogales Orozco (Camas, Sevilla, España), Pequeño mar en llamas
- 1996 – Jorge de Arco (Madrid, España), Dejad que la distancia se detenga en mis ojos
- 1997 – Marcelino García Velasco (Palencia, España), Poema para un capitel románico en el Museo Arqueológico Nacional
- 1998 – Andrés Mirón (Guadalcanal, Sevilla, España), La lluvia deseada
- 1999 – María Sanz (Sevilla, España), Los últimos vencejos
- 2000 – José Antonio Ramírez Lozano (Nogales, Badajoz, España), Claudicaciones
- 2001 – Antonio Murciano González (Arcos de la Frontera, Cádiz, España), Cancionerillo del amante andalusí
- 2002 – José Luis Martín Cea (Valladolid, España), La voz de la memoria
- 2003 – Enrique Barrero Rodríguez- ex aequo -(Sevilla, España), Una fugaz e incierta cercanía
- 2003 – Luis María Murciano- ex aequo -(Madrid, España), Sonetos del desamor
- 2004 – Máximo Cayón Diéguez (León, España), Nada es mío, nada me pertenece
- 2005 – Diego Vaya (Sevilla, España), Los frutos y los días
- 2005 – Esther García Bonilla- ex aequo - (Sevilla, España) Las estaciones perdidas
- 2006 – Santiago Romero de Ávila y García Abadillo (La Solana, Ciudad Real, España), Sonetos desde la torre
- 2007 – Juan José Vélez Otero (Sanlúcar de Barrameda, Cádiz, España), Declive, crisol y celosía
- 2008 – Amaya Blanco García (Málaga, España), Materia viva
- 2009 – Margarita Arroyo (León, España) Ya nunca iré a Constantinopla